# Alexander Alexejewitsch Lemanski
Alexander Alexejewitsch Lemanski (russisch Александр Алексеевич Леманский; * 24. Mai 1935 in Moskau; † 26. September 2007 in Snamensk) war ein sowjetischer, später russischer Raketeningenieur.

## Leben
Lemanski war seit 1958 im Zentralen Konstruktionsbüro Almas – seit 2001 Forschungs- und Produktionsvereinigung Almas-Antei – tätig. Er war in den 1960er-Jahren Entwickler des Flugabwehrraketensystems S-300P und in den 1990er-Jahren Generalkonstrukteur des Flug- und Raketenabwehrsystems S-400.
Er wurde ausgezeichnet als „Verdienter Wissenschaftler der Russischen Föderation“. Im Jahre 1978 erhielt er den Staatspreis der UdSSR. Er war Mitglied der Akademie der Wissenschaften der UdSSR, der heutigen Russischen Akademie der Wissenschaften, und wurde von dieser mit dem Raspletin-Preis geehrt.
Lemanski starb am 26. September 2007 auf dem Testgelände Snamensk im Norden der russischen Oblast Astrachan an Herzversagen.

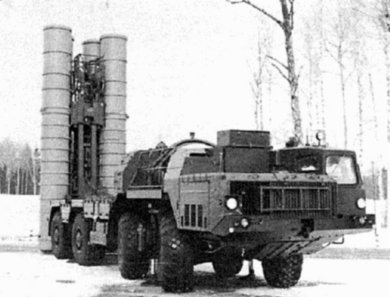
S-300PS

| Personendaten    | Personendaten                                |
| ---------------- | -------------------------------------------- |
| NAME             | Lemanski, Alexander Alexejewitsch            |
| ALTERNATIVNAMEN  | Леманский, Александр Алексеевич (kyrillisch) |
| KURZBESCHREIBUNG | russischer Raketeningenieur                  |
| GEBURTSDATUM     | 24. Mai 1935                                 |
| GEBURTSORT       | Moskau                                       |
| STERBEDATUM      | 26. September 2007                           |
| STERBEORT        | Snamensk (Astrachan)                         |